# Affaire Zheyun Yé
 (septembre 2013).
Si vous disposez d'ouvrages ou d'articles de référence ou si vous connaissez des sites web de qualité traitant du thème abordé ici, merci de compléter l'article en donnant les références utiles à sa vérifiabilité et en les liant à la section « Notes et références ».
L’Affaire Zheyun Yé est le nom générique sous lequel sont regroupés, par facilité, plusieurs dossiers de corruption ou de tentatives de corruption dans le football belge. Si les premières pratiques douteuses éveillent les soupçons à la fin de l’année 2005, le scandale proprement dit éclate en février 2006.
Cette affaire, qui a de nombreuses ramifications sur le plan international, révèle ou plus exactement confirme que de plus en plus de faits de corruption sont liés au monde des paris clandestins, sur les rencontres de football et principalement avec des réseaux de jeux localisés en Extrême-Orient.
Cette affaire Yé, et celles qui y sont reliées à tort ou à raison, étant loin d’avoir connu leur épilogue, la plus grande prudence reste de mise sur les réelles culpabilités et/ou implications des personnes citées. Il est bon  de considérer que certaines affirmations impliquant le personnage central, Zheyun Yé, ne sont pas toutes ni vérifiées, ni vérifiables. Il est vraisemblable qu’une assimilation un peu aisée a eu lieu et que le « CV» de Yé s’est vu gratifier des dossiers de corruption avec lesquels il n’a probablement rien à voir.

## Paris concernant le football
On serait tenté de dire que parier sur un match de football est possible depuis aussi longtemps que le football existe. Réprouvées dans un premier temps, la pratique se répand, se structure et s’organise. Des organismes de paris existent officiellement et légalement au Royaume-Uni avant la fin du XIXe siècle.
Le fait de parier sur des compétitions sportives, dont le football, se développe à travers le monde et s’implante avec plus ou moins de succès. Concernant les paris sur le football, la Belgique a, principalement connu deux marques: « Littlewood » et « Prior ».
En fait de paris, il s’agit majoritairement de « pronostics », c'est-à-dire deviner quelques seront les résultats des rencontres. Le plus souvent, ces jeux suivent le principe du «1-2-X», bref trouver quelles rencontres sont gagnées par l’équipe jouant à domicile, ou celle en déplacement ou qui se solde par un partage. Les gros gains sont assez rares puisqu’il faut réussir une série (appelée « colonne » dans le jargon) de pronostics corrects pour entrer dans le cercle des gagnants. À la fin des années 1970, alors que « Lotto » connaît un énorme succès, la Loterie Nationale lance son propre système de pronostics appelé « Toto ». Dans ce cas aussi, le principe du « 1-2-X » est d’application.
Alors que sur le continent la marque Littlewood reste surtout spécialisée dans les courses hippiques, la marque Prior fait faillite. Au bout de quelques années, le « Toto » disparaît des produits de la Loterie nationale.
Au début des années 1990, la législation évolue et permet davantage l’implantation d’agences de paris. Celles-ci, stimulées par les progrès de l’informatique, offrent la possibilité de parier sur les résultats non seulement des courses hippiques mais aussi sur de nombreux autres événements sportifs variés. L’informatique offre aussi la possibilité de varier les types et catégories de paris.
L’avènement du réseau Internet et le développement des logiciels et/ou des applications multimédias donnent un nouvel essor au principe des paris. Les parieurs ne sont même plus obligés de sortir de chez eux.
Dans toutes les sociétés officielles de paris, celles étant déclarées et inscrites officiellement, le respect des législations en vigueur et de codes d’éthiques sont des obligations afin de pouvoir continuer à exercer.
Malheureusement des réseaux criminels ont flairé le bon filon. Ce sont ces réseaux « parallèles et clandestins » qui sont montrés du doigt, car ils seraient responsables de la multiplication des faits de corruption ou de tentatives de corruption.

## Zheyun Yé
Le personnage central qui donne son nom au dossier, est un ressortissant chinois répondant au nom de Zheyun Yé (ou Yé Zheyun dans l'ordre habituel chinois).
On sait assez peu de choses sur l’individu qui est présenté comme un « homme d’affaires ». La seule certitude est que le personnage a transité par la Belgique à diverses époques et qu’il a été vu publiquement en compagnie de dirigeants de cercles de football. Mais le simple fait de cette présence n'est pas une preuve de malversations en soit.
Yé fait son entrée dans le football belge aux environs d’octobre 2004. Il tente d’être introduit au sein du Germinal Beerschot en se présentant comme un investisseur potentiel. Les contacts n’aboutissent pas. Mais plus tard, trois Beerschotmen de l’époque déclarent, sous le couvert de l’anonymat, qu'Yé leur aurait proposé de l’argent pour perdre des matches. Offre qu’ils auraient refusée.
En novembre 2004, Yé aurait fait une approche envers le club de l’AEC Mons, qui joue alors de Division 2. L’homme d’affaires chinois aurait proposé 250 000 euro en sponsoring maillot, au nom de sa société de mode, installée à Paris. Dans les faits, Yé tente de s’associer avec le club mais est éconduit par le président Dominique Leone.
Par la suite, Z. Yé et Pietro Allata, présentés comme agents de joueurs, vont de club en club. On les aperçoit en compagnie des dirigeants de plusieurs autres cercles que les deux précédemment cités: le Lierse, l’AA Louvièroise, Verbroedering Geel, Ostende et Renaix. Par ailleurs, deux cercles refusent de les recevoir : Courtrai et Roulers.
Il semble que dans de nombreux cas, Yé et son (ou ses) acolyte(s) n’ont pas laissé une très forte impression à la plupart des dirigeants contactés. Toutefois avec le SK Ronse un contrat de sponsoring aurait été sur le point d’être signé, tandis que quand le scandale éclate, les gestionnaires du club de La Louvière se retrouvent sérieusement suspectés d’avoir collaboré avec l'homme d'affaires chinois.
Par ailleurs, on apprendra que Zheyun Yé aurait corrompu ou tenté de corrompre des joueurs de St-Trond et du Red Star Waasland. Des sommes de 5 000 à 72 000 euro sont citées. Le but aurait été que les garçons soudoyés prestent « en dessous de leur possibilités ».
À la même période, le Chinois est mis en cause par une jeune femme pour des faits de mœurs. C’est en auditionnant l’homme d’affaires que la justice belge en apprend plus sur les nombreux contacts qu’il entretient avec le monde du football.

## Des faits curieux dans le football belge
En 2005, quelques faits curieux éveillent l’attention de plusieurs observateurs. Certaines informations ne sont pas immédiatement rendues publiques, mais plusieurs enquêtes s’ouvrent discrètement. Chacun de leur côté, des groupes d’influence se posent des questions. Ainsi, on a le monde des agences de paris qui surveillent les opérations de jeu et mettent au point des systèmes pour découvrir les fraudes, évidemment l’URBSFA qui se tient au courant au maximum de ses possibilités mais aussi plusieurs journalistes sportifs et/ou d’investigation, qui soit se montrent perspicaces, soit sont avertis par leurs informateurs.

### Saint-Trond éveille les soupçons
Des rencontres concernant St-Truidense attirent la curiosité des enquêteurs cités ci-avant. En octobre 2005, Le club limbourgeois s’incline 1-3 contre celui de La Louvière à cause de deux énormes bourdes du gardien Dušan Belić. Durant la rencontre, les surveillants de la société de paris anglaise « Betfair » constatent que des sommes importantes ont été misées sur le résultat de cette partie. Lors la rencontre suivante des Trudonnaires, ce seraient quelque 300 000 € qui sont misés.
Le mois suivant, le journaliste Jan Hauspie de l’édition en néerlandais du périodique Sport/Foot-Magazine reçoit un « tuyau »: en Asie, de fortes sommes d’argent auraient été misées sur le résultat du match « R. AA Louviéroise-K. VC Westerlo ». Une partie qui reste indécise jusqu’aux dernières minutes pendant lesquelles les Campinois inscrivent deux buts. Alors qu’une position flagrante de hors-jeu aurait dû amener l’invalidité des goals, les joueurs de l’équipe hennuyère restent impassibles…
Peu de temps après, un autre fait interpelle les différents observateurs qui s'interrogent de plus en plus de ce que l’on nomme de « curieux événements ». Le Lierse licencie son entraîneur principal Paul Put, lequel vient d’aligner à deux reprises son « équipe B ». La raison officiellement annoncée par le club lierrois est: «en raison des mauvais résultats».

### Des journalistes enquêtent…
Jan Hauspie, accompagné d’une équipe du périodique satirique néerlandophone « Humo », décide d’enquêter plus en profondeur.
Il leur apparaît rapidement que beaucoup de choses sortant de l’ordinaire se passent lors d’un grand nombre de matches. Ces choses sortant de l’ordinaire leur paraissent plus volontaires que dû à la seule maladresse de joueurs malchanceux.
Hauspie et les autres journalistes constatent que tous les clubs impliqués dans des matches paraissant litigieux ou douteux ont reçu la visite de Zehyun Yé, l’homme d’affaires chinois et/ou d’un agent de joueur appelé Pietro Allatta.

### …et établissent des liens avec des réseaux de paris
Au fil de leurs recherches, les journalistes comprennent, qu’en raison du grand nombre de joueurs qui auraient été sollicités et des sommes citées, il serait logique que plusieurs auraient succombé à la tentation. D’autant que le salaire mensuel moyen dans de nombreux clubs belges des Divisions 1 et 2 n'est pas mirobolant.
Parmi les noms qui sont cités lorsque de graves suspicions de fraudes sont rendus publiques figurent les entraîneurs Paul Put (Lierse) et l’ancien gardien international Gilbert Bodart (La Louvière).
Ainsi le Lierse aurait perçu, via Paul Put, 75 000 euros à répartir entre les joueurs pour chaque rencontre falsifiée. Put avait été licencié pour mauvais résultats après avoir aligné deux fois son équipe « B » (voir ci-avant). Paul Put nie farouchement toutes les accusations portées contre lui. 
Concernant Gilbert Bodart, la presse rappelle qu’il avait été remercié par Ostende pour la même raison que Put au Lierse, à savoir : «mauvais résultats ». C’est alors que des sources (anonymes) proches du club ostendais affirment que l’ancien gardien de but aurait parié une forte somme sur une défaite de son équipe, peu après une visite que lui aurait rendue Zheyun Yé. Bodart nie fermement. Le Liégeois est ensuite engagé comme « T1 » à La Louvière. Alors qu’il est en fonction, une somme équivalente à 600 000 euros aurait été misée sur la rencontre « R. AA Louviéroise-St-Truidense VV » importante dans la lutte pour le maintien. Gilbert Bodart rejette les accusations avec vigueur et démissionne peu après.
Dans un premier temps si l’info fait un peu de bruit, elle provoque surtout un certain étonnement, pas mal d’incrédulités et plus de froncements de sourcils que de tapage. Le public et la presse analyse les chiffres cités et publiés et ne semblent pas trop y croire. Cela semble « trop gros ». Mais toute l’affaire rebondit, le 5 février 2006.
Ce soir-là, la chaîne de télévision néerlandophone de services publics « VRT » diffuse un reportage sulfureux dans le cadre de l’émission « Panorama ». Sous le titre de « Le Tacke de la Maffia », le journaliste Tom Van de Weghe propose une enquête, tournée, en caméra cachée, à Shangai, dans le milieu chinois des paris. Un milieu selon le reportage au sein duquel Zheyun Yé jouerait un rôle important. Le plus surprenant durant le reportage est de voir l’intérêt porté par les parieurs sur les rencontres de football belge. Des parieurs qui réaliseraient leurs meilleurs gains avec le club de…La Louvière. Ce reportage s’il est très édifiant et ajoute de nouveaux noms à la liste des clubs déjà incriminés dont celui de Mons et de l’entraîneur français Albert Cartier, mais n’apporte pas de preuve incontournable. Le reportage induit que des liens existeraient mais n’en fournit pas de preuves formelles.

## Le scandale éclate pour de bon
C’est après la diffusion que la tempête médiatique se déchaîne, que des accusations fusent même en dépit de la moindre présomption d’innocence. Dans les tribunes des stades de football belges jusqu’en Promotion, une forme de « psychose » s’installe. On voit des mafieux chinois partout ! Plusieurs témoignages arrivent dans les rédactions des quotidiens avec la certitude d’avoir assisté à des agissements louches d’Asiatiques lors de telle ou telle rencontre !
À la suite du reportage du 6 février 2006, Pietro Allatta, Stephan Pauwels et Albert Cartier déposent plainte pour calomnie et diffamation. Ce dossier n’est pas encore clos.

### Premiers aveux…
Le 16 février 2006, le gardien de but Cliff Mardulier et le capitaine Laurent Fassotte reconnaissent devant la justice avoir perçu de l’argent. Les deux joueurs du Lierse sont licenciés sur le champ par le club alors que l’entraîneur adjoint Patrick Deman est aussi prié de partir.
L’URBSFA aurait conclu un accord avec Deman et Mardulier. Ceux-ci ne seraient pas suspendus s’ils collaboraient ouvertement à l’enquête.
Le lendemain, le SC Anderlecht rompt le contrat qui le lie avec deux anciens Lierrois, le Belge Laurent Delorge et le Roumain Marius Mitu. 
L’Excelsior Mouscron renvoie Paul Put qu’il avait engagé après son licenciement de la Chaussée de Lisp.

### …puis large enquête
Le 9 mars 2006, les enquêteurs ciblent St-Trond. Trois joueurs (Marco Nys, Cyril Ramond et Ilija Stolica) sont priés d’arrêter l’entraînement et de se rendre au poste pour être entendu. Par ailleurs, l’ancien gardien Trudonnaire Belić est aussi emmené tout comme Gilbert Bodart pour être interrogé.
Une semaine plus tard, des perquisitions sont menées chez Filippo Gaone, alors Président de La Louvière et chez Maître Laurent Denis alors avocat du club. Six personnes sont privées de liberté pendant une courte période afin d’être entendue. Un mandat d’amené international est lancé contre Zheyun Yé et Pietro Allatta. Peu après, celui-ci se présentera spontanément à la police bruxelloise. Laissé en liberté après son audition, Allatta clame son innocence et quitte la Belgique. On retrouve sa trace à l’île Maurice. Par contre, Zheyun Yé disparaît de la circulation.
Au fil des semaines, de nouvelles accusations sont entendues. Ainsi, en mai 2006, c’est Daniel Camus, ancien joueur de Renaix qui est mis en cause. Il aurait touché de grosses sommes d’argent dans le but d’acheter des joueurs.

## Panorama bis
La BBC programme aussi une émission d’actualité appelée « Panorama ». Le 19 septembre 2006, le Panorama de la BBC diffuse un reportage sur les méthodes douteuses dans le football. Un volet de cette enquête concerne le football belge. On apprend ainsi que, malgré le séisme provoqué par le scandale de ce qui est désormais l’Affaire Yé, des pratiques bizarres resteraient d’usage et que des personnes mal intentionnées rôderaient encore autour des clubs belges. Aucune preuve formelle ou explicite n’est donnée.

## Place à la Justice
Sous la conduite de Madame Silviana Verstrekken, Magistrate instructeur bruxelloise, la justice belge compose son dossier d’accusation en réalisant de nombreux devoirs d’enquête (auditions, contre-interrogatoires, perquisitions…).
Les faits reprochés sont assez ahurissants quand on pense qu’il s’agit au départ d’une compétition sportive: corruption passive, corruption privée, tentative de corruption, détournements de fonds, faux et usages de faux, menaces de mort. Les personnes inculpées devraient être renvoyées devant un Tribunal correctionnel.
De nombreuses supputations paraissent dans la presse mais plus rien de bien nouveau n’est révélé.
Il faut attendre l’été 2010 pour avoir confirmation que 31 personnes et une société seront citées à comparaître. La première audience ne devrait pas intervenir avant septembre 2013.
Alors que l’on semblait avoir perdu toute trace de Zheyun Yé, celui-ci aurait été localisé… en Chine, durant le printemps 2013.

### Réglementation de l’URBSFA
Au début de l’enquête le règlement interne de l’URBSFA perturbe les limiers civils. Selon les autorités du football, les faits concernés doivent être communiqués dans les 48 heures.
Ainsi trois joueurs qui s’étaient vu proposer de l’argent qu’ils ont refusé, n’ont pas respecté le délai de 48h pour communiquer la tentative de fraude. Par cela, Daniel Cruz, Luciano Da Silva et Mohammed Messoudi sont sanctionnés (en fait d’une très légère amende) par la Fédé’. Les policiers s’en trouvent embarrassés, car cela pourrait inciter à se taire plusieurs joueurs totalement innocents mais bien au courant de certains faits.
La Fédération belge entame des procédures disciplinaires à l’encontre des clubs et/ ou personnalités impliquées. Cependant elle se heurte à une difficulté qu’elle n’avait sans doute pas anticipée. Plusieurs joueurs, dont Marius Mitu, Laurent Fassotte ou Igor Nikoloski obtiennent devant la cour d’appel de Bruxelles d’avoir le droit à un procès équitable. Ce qui ne serait plus le cas si des sanctions sportives sont décidées et appliquées. L’URBSFA suspend ces dossiers pour une durée indéterminée.

### Sanctions puis acquittements
Le 20 août 2007, la Commission de contrôle de l’URBSFA rend son verdict qui doit être confirmé par le Comité Exécutif. De lourdes peines sont infligées au Lierse, renvoyé en Division 3 après la saison 2007-2008. Paul Put est suspendu à vie. La commission argumente la punition en déclarant : «Il a introduit Yé et son homme de confiance. Il a payé les primes pour falsifier des rencontres. Il a fait pression sur les joueurs pour qu’ils entrent dans la combine.» L’ancien lierrois Hasan Kacic est suspendu deux ans et Minoslav Milenkovic pour une saison. Le gardien Mardulier est reconnu coupable mais n’est pas puni car il a accepté de ne rien cacher. Patrick Deman et Archie Thompson sont blanchis.
Le club du Lierse se pourvoit en appel et est acquitté le 17 mars 2008. Le Comité d’Appel considère que « si le club a bien eu des contacts avec Zheyun Yé, ceux-ci n’avaient pas trait à de la corruption mais à débattre de plans d’investissements, comme Yé en eut avec d’autres clubs comme Ostende, Mons ou Renaix.»
L’ancien joueur H. Kacic est également acquitté alors que Paul Put voit sa suspension à vie être ramenée à trois ans, mais il perd son affiliation à l’URBSFA.

### Le cas Pietro Allatta
Le personnage de Pietro Allatta apporte un élément supplémentaire à ce dossier sulfureux. Certains considèrent qu’Allatta aurait des liens avec le « milieu» (négrier de la construction, trafic d’être humains…) et la criminalité en bande organisée. 
Des personnes interrogées ont déclaré refuser de témoigner par qu’elles auraient été menacées de mort par Allatta.
L’ex-agent de joueurs (il fut celui de Silvio Proto) a toujours tout nié en bloc.

## Conséquences et suites
Une conséquence directe de cette Affaire Zheyun Yé est la détérioration de l'image du football belge, moins de dix ans après le scandale causé par les révélations liées à l'Affaire Anderlecht-Nottingham Forest. Mais curieusement, le dossier Yé s'il est très médiatisé ne focalise pas l'attention sur la seule Belgique, raison des forts soupçons de l'existence d'un réseau criminel internationalisé. En outre, d'autres affaire éclatent ailleurs comme  celle dite du Calciopoli en Italie.
Au niveau de la Fédération belge de football, le club du Lierse et son ex-entraîneur Paul Put ont été sanctionnés. Mais le club a été acquitté en appel, alors que la suspension à vie de l'entraîneur a été ramenée à trois ans. Le technique exerce toujours son métier non sans un certain succès. Sélectionneur de la Gambie, il a ensuite repris les commandes de la sélection du Burkina Faso qu'il a conduit en finale de la Coupe d'Afrique des Nations 2013.
La R. AA Louviéroise, dont plusieurs de ses dirigeants et joueurs furent sérieusement mis en cause a été déclarée en faillite au terme de la saison 2008-2009. Signalons que l'actuel cercle dénommé UR La Louvière Centre n'a aucun lien avec l'ex-RAAL.
Par ailleurs, la Justice belge a instruit un important dossier à charge et à décharge, mais que la première audience n'a pas encore eu lieu. Les débats devraient commencer en septembre 2013. 35 personnes et une société sont citées à comparaître.